# George Papagheorghe
George Papagheorghe (né le 22 juin 1982 à Constanța), connu sous le nom de scène de Jorge, est un chanteur roumain, danseur et présentateur de télévision. Il est actuellement présentateur de l'émission România dansează, qui est diffusée depuis le 17 mars 2013 sur Antena 1.